# جيم جانون
جيم جانون (بالإنجليزية: Jim Gannon)‏ (7 سبتمبر 1968 في المملكة المتحدة - ) هو مدرب كرة قدم ولاعب كرة قدم بريطاني في مركز الدفاع. لعب مع ستوكبورت كونتي وشيفيلد يونايتد ونادي دوندالك ونادي شيلبورن ونادي كرو ألكساندرا ونوتس كاونتي ونادي هاليفاكس تاون.

## وصلات خارجية
- جيم جانون على موقع قاعدة بيانات كرة القدم.إي يو (الإنجليزية)
- جيم جانون على موقع Soccerbase.com (لاعب) (الإنجليزية)
- جيم جانون على موقع Soccerbase.com (مدرب) (الإنجليزية)
- جيم جانون على موقع عالم كرة القدم.نت (الإنجليزية)